# Fred Draper
Frederick Paul Draper II, plus connu sous le nom de Fred Draper (né le 2 septembre 1923 à Chester en Pennsylvanie, et mort le 26 décembre 1999 à San Bernardino en Californie) est un acteur américain.

## Filmographie sélective

### Cinéma
- 1968 : Faces de John Cassavetes : Freddie
- 1970 : Husbands de John Cassavetes
- 1974 : Une femme sous influence de John Cassavetes : George Mortensen
- 1977 : Opening Night de John Cassavetes : Leo

### Télévision

#### Séries télévisées
- 1951 : Crime with Father (en) (3 épisodes)
- 1952 : One Man's Story (épisode : "The Perfect Woman")
- 1953 : Harlem Detective (saison 1, épisode 14)
- 1957 : M Squad : Lieutenant Wade (saison 1, épisode 6)
- 1957 : The Adventures of Jim Bowie (en) : Wiley Baker (saison 2, épisode 11)
- 1958 : Perry Mason : Ted Young (saison 1, épisode 26)
- 1965 : Suspicion : Off Season : Dr. Hornbeck (saison 3, épisode 29)
- 1966 - 1969 : Peyton Place : Fred, le barman (5 épisodes)
- 1971 : Monty Nash (en) : le médecin (saison 1, épisode 8)
- 1973 : Columbo : Dr. Murcheson (épisode : "Adorable mais dangereuse")
- 1973 : The Rookies : Barney (saison 2, épisode 13)
- 1974 : Sergent Anderson : Seven-Eleven (saison 1, épisode 5)
- 1975 : Columbo : David Morris (épisode : "État d'esprit")
- 1976 : Columbo : Swanny Swanson (épisode : "La montre témoin")
- 1976 : Columbo : Joseph (épisode : "Deux en un")